# Henry Frederick Baker
Henry Frederick Baker FRS FRSE (3 de julio de 1866 - 17 de marzo de 1956) fue un matemático británico que trabajó principalmente en geometría algebraica. También es recordado por sus contribuciones a las ecuaciones en derivadas parciales (relacionadas con lo que se conocería como solitones), y a los grupos de Lie.

## Primeros años
Baker nació en Cambridge, hijo de Henry Baker, un mayordomo, y de Sarah Ann Britham.

## Educación
Se educó en la Perse School, antes de conseguir una beca para poder acudir al St Joh's College de la Universidad de Cambridge en octubre de 1884. Se graduó como Senior Wrangler en 1887.

## Carrera
Baker fue elegido miembro del St. John College en 1888, donde permaneció durante 68 años. 
En junio de 1898 fue elegido miembro de la Royal Society. En 1911, dio el discurso presidencial a la London Mathematical Society. 
En enero de 1914 fue nombrado profesor de astronomía Lowndeano. 
Gordon Welchman recordaba que, en la década de 1930, antes de la guerra, Dennis Babbage y Baker eran miembros de un grupo de expertos en geometría conocido como «el "Tea Party" del profesor Baker», que se reunían una vez por semana para discutir las áreas de investigación en las que todos estábamos interesados.
Se casó dos veces. Primero en 1893 con Lilly Isabella Hamfield Klopp, quien murió en 1903. Se volvió a casar en 1913 con Muriel Irene Woodyard. 
Murió en Cambridge y está enterrado en la parroquia del cementerio de la Ascensión, con su segunda esposa Muriel (1885-1956). 

## Publicaciones
- Baker, Henry Frederick (1922), Principles of geometry. Volume 1. Foundations, Cambridge Library Collection, Cambridge University Press, ISBN 978-1-108-01777-0, doi:10.1017/CBO9780511718267.007.[7]
- Baker, Henry Frederick (1922), Principles of geometry. Volume 2. Plane geometry, Conics, circles, non-Euclidean geometry, Cambridge Library Collection, Cambridge University Press, ISBN 978-1-108-01778-7, doi:10.1017/CBO9780511718298.009.[7][8]
- Baker, Henry Frederick (1923), Principles of geometry. Volume 3. Solid geometry. Quadrics, cubic curves in space, cubic surfaces., Cambridge Library Collection, Cambridge University Press, ISBN 978-1-108-01779-4.[7][9]
- Baker, Henry Frederick (1925), Principles of geometry. Volume 4. Higher geometry. Being illustrations of the utility of the consideration of higher space, especially of four and five dimensions, Cambridge Library Collection, Cambridge University Press, ISBN 978-1-108-01780-0.[7]
- Baker, Henry Frederick (1933), Principles of geometry. Volume 5. Analytical principals of the theory of curves, Cambridge Library Collection, Cambridge University Press, ISBN 978-1-108-01781-7.[7]
- Baker, Henry Frederick (1933), Principles of geometry. Volume 6. Introduction to the theory of algebraic surfaces and higher loci., Cambridge Library Collection, Cambridge University Press, ISBN 978-1-108-01782-4.[7]
- Abel's theorem and the allied theory, including the theory of the theta functions  (Cambridge: The University Press, 1897)
- An introduction to the theory of multiply periodic functions (Cambridge: The University Press, 1907)
- 1943 An Introduction to Plane Geometry